# Johan af Brienne
Johan af Brienne (ca. 1170 – 7. marts, 1237), også kendt som Johan 1., var konge af Jerusalem 1210-1225 og latinsk kejser af Konstantinopel 1229-1237. Han var den yngste søn af Erard 2. af Brienne, en rig adelsmand fra Champagne. Johan, der oprindeligt var tiltænkt en gejstlig karriere, blev ridder og ejede små godser i Champagne omkring år 1200. Efter sin bror Walter 3.'s død regerede han Grevskabet Brienne på vegne af sin mindreårige nevø Walter 4., som opholdt sig i det sydlige Italien.
Baronerne i Kongeriget Jerusalem foreslog, at Johan skulle giftes med deres dronning, Maria. Med samtykke fra Filip 2. af Frankrig og pave Innocens 3. forlod han Frankrig til fordel for Det hellige land og giftede sig med dronningen, og sammen blev de kronet i 1210. Efter Marias død i 1212 administrerede Johan kongeriget som regent for deres spæde datter, Isabella 2. Johan af Ibelin, en magtfuld herre, forsøgte at afsætte ham. Johan var leder af Det 5. korstog. Selvom hans krav om at være den øverste leder af korsfarerhæren aldrig enstemmigt blev anerkendt, blev hans ret til at styre Damietta (i Egypten) bekræftet kort efter at byen var faldett til korsfarerne i 1219. Han gjorde i 1220 krav på Det Armenske Kongerige Kilikien på vegne af sin anden hustru, Stephanie af Armenien. Efter at Stephanie og deres spæde barn døde det år, vendte Johan tilbage til Egypten. Det 5. korstog sluttede med fiasko (herunder egypternes generopring af Damietta) i 1221.
Johan var den første konge af Jerusalem, der besøgte Europa (Italien, Frankrig, England, León, Kastilien og Tyskland) for at søge hjælp til Det hellige land. Han gav sin datter i ægteskab til den tysk-romerske kejser Frederik 2. i 1225, og Frederik gjorde en ende på Johans styre over kongeriget Jerusalem. Selv om paverne forsøgte at overtale Frederik til at tilbagelevere kongeriget til Johan, betragtede de Jerusalems baroner Frederik som deres lovlige hersker. Johan administrerede de pavelige domæner i Toscana, blev podestà i Perugia og var hærfører for pave Gregor 9's hær under Gregors krig mod Frederik i 1228 og 1229.
Han blev valgt til kejser i 1229 som overordnet medhersker (med Balduin 2.) for Det Latinske Kejserrige og blev kronet i Konstantinopel i 1231. Johan 3. Vatatzes, kejser af Nikæa, og Ivan Asen 2. af Bulgarien besatte de sidste latinske territorier i Thrakien og Lilleasien og belejrede Konstantinopel i begyndelsen af 1235. Johan ledede forsvaret af sin hovedstad i løbet af den måneder lange belejring, hvor belejrerne først trak sig tilbage, efter at Godfred 2. af Achaia og de italienske byers forenede flåder havde besejret deres flåde i 1236. Det følgende år døde Johan som franciskansk munk.

## Tidlige liv
Johan var den yngste af de fire sønner af Erard 2, greve af Brienne og Agnes af Montfaucon.   Han virkede "overordentlig gammel ... omkring 80" for den 14-årige Georgios Akropolites, senere statsmand og historiker, i 1231. Hvis Akropolites' skøn var korrekt, var Johan blevet født omkring 1150. Ingen andre forfattere fra det 13. århundrede beskrev imidlertid Johan som en gammel mand. Hans far omtalte Johans brødre som "børn" i 1177 og nævnte læreren for Johans ældste bror, Walter 3., i 1184. Dette antyder, at Johans brødre blev født i slutningen af 1160'erne. Moderne historikere er enige om, at Johan blev født efter 1168, sandsynligvis i 1170'erne.
Selvom hans far tiltænkt Johan en gejstlig karriere, var han ifølge Trubaduren fra Reims' fortællinger fra slutningen af det 13. århundrede "uvillig". I stedet, fortsætter trubaduren, flygtede Johan til sin morbror i Clairvaux Kloster. Opmuntret af sine fæller blev han ridder og vandt sig et ry i turneringer og kampe. Selvom elementer i Trubaduren fra Reims' fortællinger tilsyneladende er opfundet (for eksempel havde Johan ikke en morbror i Clairvaux), skriver historikeren Guy Perry, at det muligvis har bevaret detaljer om Johans liv. En gejstlig karriere var i det 12. århundrede i Frankrig ikke usædvanlig for de yngste sønner af adelsmænd. Hvis hans far dog havde sendt Johan til et kloster, forlod han, inden han nåede en alder, hvor han kunne aflægge munkeløfte. Johan "udviklede tydeligt den fysik, der var nødvendig for at kæmpe godt" i sin ungdom, fordi kilderne fra det 13. århundrede Akropolites og Salimbene di Adam fremhæver hans fysiske styrke.
Erard 2. sluttede sig til Det 3. korstog og døde i Det hellige land i 1191. Hans ældste søn, Walter 3., efterfulgte ham i Brienne. Johan blev første gang nævnt i et charter fra 1192 (eller 1194) udstedt af hans bror, hvilket antydede, at han var en fremtrædende skikkelse ved Walters hof. Ifølge en version af Ernouls krønike deltog Johan i en krig mod Peter 2. af Courtenay.  Selv om Trubaduren fra Reims' fortællinger hævdede, at han blev kaldt "Johan uden Land", holdt Johan ifølge samtidige chartre Jessains, Onjon, Trannes og to andre landsbyer i Grevskabet Champagne omkring 1200. I 1201 gav Theobald 3. ham yderligere godser i Mâcon, Longsols og andre steder. Theobalds enke, Blanka af Navarra, overtalte Johan til at sælge sin besiddelse i Mâcon, idet hun sagde, at det var hendes enkesæde.
Walter 3. af Brienne døde i juni 1205, mens han kæmpede i det sydlige Italien. Hans enke, Elvira af Sicilien, fødte en posthum søn, Walter 4., der voksede op i Italien. Johan overtog titlen som greve af Brienne og begyndte i 1205 eller 1206 at administrere grevskabet på sin nevøs vegne. Som en førende vasal af greven af Champagne besøgte Johan Blanka af Navarras hof (hun regerede Champagne, mens hendes søn var mindreårig). Ifølge en version af Ernouls krønike elskede hun Johan "mere end nogen mand i verden". Dette irriterede Filip 2. af Frankrig.
De to versioner af Ernouls krønike fortæller forskellige historier om Johans vej til tronen i Jerusalem. Ifølge den ene version sendte Jerusalems førende baroner i 1208 udsendinge til Frankrig og bad Filip 2. om at vælge en fransk adelsmand som mand til deres dronning, Maria. Filip 2. foreslog Johan som måde på at at slippe af med ham. I den anden version tilskyndede en ikke-navngivet ridder Jerusalems baroner til at vælge Johan, der accepterede deres tilbud med Filips samtykke.  Johan besøgte pave Innocens 3. i Rom. Paven donerede 40.000 mark til forsvaret af Det hellige land, idet han fastslog, at Johan kun kunne bruge pengene med samtykke fra den latinske patriark af Jerusalem og tempelriddernes og Johanniterordenens stormestre.

## Konge af Jerusalem

### Medregent
Johan landede i Akko den 13. september 1210. Den efterfølgende dag viede patriarken af Jerusalem Albert af Vercelli ham til dronning Maria. Johan og Maria blev kronet i Tyrus den 3. oktober. Våbenhvilen, der var blevet indgået af Marias forgænger Amalrik og ayyubidernes sultan Al-Adil 1., endte med Johans ankomst. Selvom Al-Adil var villig til at forny den, ville Jerusalems baroner ikke underskrive en ny traktat uden Johans samtykke. Under Johan og Marias kroning plyndrede Al-Adils søn Al-Mu'azzam Isa området omkring Akko, men angreb ikke byen. Atter tilbage i Akko plyndrede Johan de nærliggende muslimske bosættelser som gengældelse.
Selvom omkring 300 franske riddere havde fulgt ,ed ham til Det hellige land, sluttede ingen indflydelsesrige adelsmænd sig til ham. De foretrak at deltage i det franske Albigensiske korstog eller så ham ikke som betydelig nok. Johans fætter, Walter af Montbéliard, sluttede sig først til ham, efter at han var blevet udvist fra Cypern. Montbéliard ledte en flådekspedition til Egypten for at plyndre Nildeltaet. Efter at de fleste af de franske korsfarere havde forladt Det hellige land, indgik Johan en ny våbenhvile med Al-Adil i midten af 1211 og sendte udsendinge til pave Innocens og opfordrede ham til at forkynde et nyt korstog.

### Konflikter
Maria døde kort efter at have født deres datter, Isabella, i slutningen af 1212. Hendes død udløste en juridisk tvist, hvor Johan af Ibelin, som havde administreret Jerusalem inden Johans kroning, satte spørgsmålstegn ved den kongens ret til at herske som enkemand. Kongen sendte Ralf af Merencourt, biskop af Sidon, til Rom for hjælp at søge Den Hellige Stols hjælp. Pave Innocens bekræftede i begyndelsen af 1213 Johan som retmæssig hersker over Det hellige land og opfordrede prælaterne til at støtte ham med gejstlige sanktioner, hvis det var nødvendigt. De fleste af de Jerusalems baroner forblev loyale over for kongen og anerkendte hans ret til at administrere riget på hans spæde datters vegne. Johan af Ibelin forlod Det hellige land og bosatte sig på Cypern.
Forholdet mellem Johan af Brienne og Hugo 1. af Cypern var anspændt. Hugo beordrede fængslingen af Johans støtter på Cypern og frigav dem kun på pave Innocens befaling. Under krigen arvefølgelkrigen om Antiokia tilsluttede Johan sig Bohemund 4. af Antioka og tempelridderne mod Raimund-Ruben af Antiokia og Leo 2., af Det Armenske Kongerige Kilikien, som blev støttet af Hugo og johannitterne. Johan sendte imidlertid kun 50 riddere for at bekæmpe mod armenierne i Antiokia i 1213. Leo 1. indgik en fredsaftale med tempelridderne sent på året, og han og Johan forsonedes. Johan blev gift med Leo ældste datter, Stephanie (også kendt som Rita), i 1214 og Stephanie modtog en medgift på 30.000 besanter. Uenighederne mellem Johan, Leo 1., Hugo 1. og Bohemund 4. er dokumenteret af pave Innocens breve, der opfordrer dem til at forene deres uoverensstemmelser, inden Det 5. korstog nåede Det hellige land. 

### Det 5. korstog
Pave Innocens proklamerede Det 5. korstog i 1213 med "befrielsen af Det hellige land" (generobringen af Jerusalem) som hovedmål. De første korsfarerstyrker under ledelse af Leopold 6. af Østrig landede i Akko i begyndelsen af september 1217. Andreas 2- af Ungarn og hans hær fulgte efter i den samme måned og Hugo 1. af Cypern og Bohemund 4. af Antiokia sluttede sig snart til korsfarerne. Dog vendte hundredvis af korsfarere hurtigt tilbage til Europa på grund af hungersnød efter det foregående års dårlige høst. Der blev afholdt et krigsråd i Andreas 2.'s telt, da han betragtede sig selv som den øverste leder af korsfarerhæren. Andre ledere, særligt Johan, anerkendte ikke Andreas' lederskab. Korsfarerne plyndrede det nærliggende territorium, der blev styret af Al-Adil 1., for mad og foder, og tvang sultanen til at trække sig tilbage i november 1217. I december belejrede Johan Ayyubidernes fæstning på Tabor-bjerget, kun i følgeskab med Bohemund 4. af Antiokia. Han var ikke i stand til at indtage det, hvilket "opmuntrede de vantro", ifølge den samtidige krønikeskriver Jacques de Vitry.
Andreas 2. besluttede at vende hjem og forlod korsfarernes lejr sammen med Hugo 1. og Bohemund 4. i begyndelsen af 1218. Selvom den militære aktion blev suspenderet efter deres afrejse, forstærkede korsfarerne befæstningerne ved Cæsarea og Atlit. Efter at nye styrker var ankommet fra Det tysk-romerske Rige i april, besluttede de at invadere Egypten. De valgte Johan som øverste leder og gav ham retten til at herske over det land, de erobrede. Hans lederskab var primært formelt, da han sjældent kunne påtvinge sin autoritet over en hær bestående af tropper fra mange lande.
Korsfarerne påbegyndte belejringen af Damietta på Nilen i maj 1217. Selvom de indtog et strategisk vigtigt tårn på en nærliggende ø den 24. august kontrollerede Al-Kamil (som havde efterfulgt Al-Adil 1. i Egypten) sejladsen på Nilen. I september ankom forstærkninger under pave Honorius 3.'s legat kardinal Pelagius, som betragtede sig selv som korstogets øverste leder, fra Italien.
Egyptiske styrker forsøgte den 9. oktober et overraskelsesangreb på korsfarernes lejr, men Johan opdagede deres bevægelser. Sammen med sit følge angreb han og udslettede den egyptiske fortrop og lagde dermed en forhindring for hovedstyrken. Korsfarerne byggede en flydende fæstning på Nilen nær Damietta, men en storm blæste den hen til den egyptiske lejr. Egypterne indtog fæstningen og dræbte næsten alle dens forsvarere. Kun to soldater overlevede angrebet, de blev beskyldt for fejhed, og Johan beordrede deres henrettelse. Ved at drage fordel af de nye italienske tropper begyndte kardinal Pelagius at blande sig i strategiske beslutninger. Hans diskussioner med Johan gjorde deres tropper vrede. Soldaterne brød ind i den egyptiske lejr den 29. august 1219 uden ordre, men de blev snart besejret og næsten udslettet. Under den efterfølgende panik var det kun Johan, tempelridderne, johannitterne og de ædle korsfarere i fællesskab. der forhindrede egypterne i at ødelægge deres lejr.
I slutningen af oktober sendte Al-Kamil budbringere til korsfarerne, der tilbød at give dem Jerusalem, Betlehem og Nazareth tilbage til dem, hvis de trak sig tilbage fra Egypten. Selvom Johan og de verdslige herrer var villige til at acceptere sultanens tilbud, var Pelagius og lederne af militærordenerne imod. De sagde, at muslimerne let kunne generobre de tre byer. Korsfarerne afslog i sidste ende tilbuddet. Al-Kamil forsøgte at sende proviant til Damietta over på den anden side af deres lejr, men hans mænd blev taget til fange den 3. november. To dage senere stormede korsfarerne ind i Damietta og erobrede byen. Pelagius gjorde krav på byen på kirkens vegne, men han blev tvunget til at anerkende Johans ret til at administrere den (i det mindste midlertidigt), da Johan truede med at forlade korsfarerlejren. Ifølge Jean de Joinville beslaglagde Johan en tredjedel af Damiettas bytte, og mønter blev slået der i løbet af de følgende måneder bar hans navn. Al-Mu'azzam Isa, sultanen af Damaskus, invaderede Kongeriget Jerusalem og plyndrede Cæsarea inden udgangen af 1219.
Johans svigerfar, Leo 2. af Armenien, var død flere måneder inden korsfarernes erobring af Damietta. Han testamenterede sit rige til sin spæde datter, Isabella. Johan og Raimund-Ruben af Antiokia (Leos nevø) satte spørgsmålstegn ved testamentets retsgyldighed, idet de begge to gjorde krav på Det Armenske Kongerige Kilikien. I et brev fra februar 1220 erklærede pave Honorius Johan som Leos retmæssige arving. Da han fortalte, at han ønskede at gøre krav på Kilikien, forlod Johan Damietta til fordel for kongeriget Jerusalem omkring påsken 1220. Selvom Al-Mu'azzam Isas vellykkede felttog det foregående år også havde presset Johan til at forlade Egypten, skriver Jacques de Vitry og andre krønikeskrivere, der skrev om Det 5. korstog, at han deserterede fra korsfarerhæren.
Stephanie døde kort efter Johans ankomst. Samtidige kilder beskylder Johan for at være skyld i hendes pludselig død og hævder, at han slog hende hårdt, efter han havde hørt, at hun havde forsøgt at forgifte hans datter Isabella. Deres eneste søn døde et par uger senere og dermed forsvandt Johans krav på Kilikien. Kort tid efter at pave Honorius havde hørt om Stephanie og hendes søns død, erklærede han Raimund-Ruben som den lovlige hersker over Kilikien og truede Johan med ekskommunikation, hvis han kæmpede for sin afdøde hustrus arv.
Johan vendte først tilbage til korsfarerne i Egypten efter flere måneder. Ifølge et brev fra prælaterne i Det hellige land til Filip 2. af Frankrig, skyldtes dette, at Johan manglede midler til at kunne forlade sit rige. Da hans nevø Walter 4. nærmede sig myndighedsalderen, overgav Johan Grevskabet Brienne til ham i 1221. Under Johans fravær fra Egypten tilbød Al-Kamil igen at tilbagelevere Det hellige land til Kongeriget Jerusalem i juni 1221, men Pelagius afviste ham. Johan var vendt tilbage til Egypten og sluttede sig igen til korstoget den 6. juli 1221 på ordre af pave Honorius.
Korsfarerhærens ledere besluttede at fortsætte invasionen af Egypten på trods af, ifølge Philip d'Aubigny, Johans stærke modstand. Korsfarerne nærmede sig Mansurah, men egypterne iværksatte en blokade af deres lejr. I undertal accepterede Pelagius den 28. august en otte år lang våbenhvile med Al-Kamil i bytte for Damietta. Johan var blandt korstogslederne, der blev holdt som gidsler af Al-Kamil, indtil korsfarerhæren den 8. september forlod Damietta.

### Forhandlinger
Efter at Det 5. korstog endte "i kolossal og uoprettelig fiasko" vendte Johan tilbage til sit rige. Købmænd fra Genova og Pisa angreb hurtigt hinanden i Akko og ødelagde en betydelig del af byen. Ifølge en genuesisk krønike støttede Johan pisanerne, og de genueserne forlod Akko til fordel for Beirut.
Johan var den første konge af Jerusalem, der besøgte Europa, og havde besluttet at søge hjælp fra de kristne magter, inden han vendte tilbage fra Egypten. Han ønskede også at finde en passende husbond til sin datter for at sikre det kristne styres overlevelse i Det hellige land. Johan udnævnte Odo af Montbéliard til bailiff, som skulle administrere Kongeriget Jerusalem i hans fravær.
Han rejste til Italien i oktober 1222 for at deltage i en konference om et nyt korstog. På Johans anmodning erklærede pave Honorius, at alle lande, der blev erobret under korstoget, skulle forenes med Kongeriget Jerusalem. For at planlægge det militære felttog mødtes paven og den tysk-romerske kejser Frederik 2. i Ferentino i marts 1223, og Johan deltog også i mødet. Han invilligede i at give sin datter i ægteskab til Frederik 2., efter at kejseren havde lovet, at han ville lade Johan herske over Kongeriget Jerusalem i resten af hans liv.
Johan rejste derefter til Frankrig, skønt Filip 2. var irriteret over at blive udelukket fra beslutningen om Isabellas ægteskab.  Matilde 1., grevinde af Nevers, Erard 2. af Chacenay, Albert, abbed af Vauluisant og andre lokale fyrste bad Johan om at gribe ind i deres konflikter, hvilket kunne tyde på, at han var højagtet i sit hjemland. Johan deltog i begravelsen af Filip 2. ved St. Denis Basilikaen i juli. Filip testamenterede mere end 150.000 mark til forsvaret af Det hellige land. Johan besøgte derefter England og forsøgte at formidle en fredsaftale mellem England og Frankrig efter hans tilbagevenden til Frankrig.
Han gjorde pilgrimsrejsen til Santiago de Compostela i marts 1224. Ifølge Kongerne af Kastiliens latinske krønike rejste Johan til Kongeriget León for at gifte sig med en af de ældste døtre af Alfonso 9. af León (Sancha eller Dulce) fordi Alfonso havde lovet ham kongeriget "sammen med hende". Ægteskabet ville svække Sancha og Dulces halvbrors, Ferdinand 3. af Kastiliens, arvekrav på León i fare. For at beskytte sin søns interesser besluttede Ferdinands mor Berengaria af Kastilien at give sin datter, Berengaria af León, til Johan i ægteskab. Selvom moderne historikere ikke enstemmigt accepterer krønikens beretning om Johans plan om at gifte sig med Sancha eller Dulce, er de enige om, at dronningen af Frankrig, Blanka af Kastilien (Berengaria af Kastiliens søster) spillede en vigtig rolle i at overbevise Johan om at gifte sig med hendes niece. Ægteskabet mellem Johan og Berengaria af León blev fejret i Burgos i maj 1224.
Omkring tre måneder senere mødte han kejser Frederiks søn Henrik i Metz og besøgte Henriks værge, Engelbert, ærkebiskop af Köln. Fra Tyskland rejste Johan til det sydlige Italien, hvor han overtalte pave Honorius til at tillade kejser Frederik at udsætte hans korstog i to år. Frederik giftede sig med Johans datter, Isabella (der var blevet kronet til dronning af Jerusalem), den 9. november 1225. Johan og Frederiks forhold blev anspændt. Ifølge en version af Ernouls krønike blev Johan uenig med sin nye svigersøn, fordi Frederik forførte en af Isabellas niecer, der var hendes hofdame. I den anden version af krøniken "revsede og irettesatte Johan ofte sin svigersøn, der havde indset, at Johan ville erobre Kongeriget Sicilien for sin nevø Walter 4. af Brienne, og derfor forsøgt at myrde Johan, som flygtede til Rom. Frederik erklærede, at Johan havde mistet sit krav på Kongeriget Jerusalem, da Isabella havde giftet sig med ham. Han titulerede sig selv som konge af Jerusalem for første gang i december 1225. Balian af Sidon, Simon af Maugastel, ærkebiskop af Tyrus, og de andre af Jerusalems stormænd, der havde eskorteret Isabella til Italien, anerkendte Frederik som deres retmæssige konge.

## I pavens tjeneste
Pave Honorius accepterede ikke Frederiks ensidige handling og fortsatte med at betragte Johan som den retmæssige konge af Jerusalem. I et forsøg på at drage fordel af den genoplivede Lombardiske Liga (en alliance mellem norditalienske byer) rettet mod Frederik 2. rejste Johan til Bologna. Ifølge en version af Ernouls krønike afviste han et tilbud fra Den Lombardiske Ligas repræsentanter om at blive valgt som deres konge. Selvom denne beretning var opdigtet, forblev Johan i Bologna i over seks måneder. Den døende pave Honorius udnævnte den 27. januar 1227 Johan til rektor (dvs. administrator) for et af Sankt Peters patrimonier (kirkegods) i Toscana (en del af Kirkestaten), og opfordrede Frederik 2. til at genindsætte ham på Kongeriget Jerusalems trone. Honorius 'efterfølger, Gregor 9., bekræftede Johans position i Kirkestaten den 5. April og beordrede borgerne i Perugia til at vælge ham deres podestà (magthaver).
Gregor ekskommunikerede Frederik 2. den 29. september 1227 og beskyldte ham for at have brudt hans ed om at lede et korstog til Det hellige land. Kejseren havde sendt to flåder til Syrien, men et pestudbrud tvang dem til at vende tilbage. Hans hustru Isabella døde efter at have født en søn, Konrad, i maj 1228. Frederik fortsatte med at betragte sig selv som konge af Jerusalem i overensstemmelse med den præcedens, som Johan havde indført, da Isabella også havde været mindreårig, da hun blev dronning.
Den kejserens hær invaderede de Kirkestaten under ledelse af Rainald af Urslingen i oktober 1228. Selvom Johan besejrede de invaderende styrker i en række slag, krævede det et modinvasion af en anden pavelig hær i det sydlige Italien for at drive Rainald tilbage til Sulmona. Johan indledte en belejring, inden han vendte tilbage til Perugia i begyndelsen af 1229 for at afslutte forhandlinger med udsendinge fraDet Latinske Kejserrige i Konstantinopel, der havde tilbudt ham kejserkronen.

## Kejser af Konstantinopel

### Valget
Den latinske kejser af Konstantinopel, Robert 1., døde i januar 1228. Hans bror Balduin 2. efterfulgte ham, men en regent var nødvendig for at herske over Det Latinske Kejserrige, da Balduin kun var ti år gammel. Ivan Asen 2. af Bulgarien var villig til at acceptere regentskabet, men Det Latinske Kejserriges baroner havde mistænkte om, at han ønskede at forene Det Latinske Kejserrige med Bulgarien. De tilbød i stedet den kejserkronen til Johan, en af pavemagtens allierede.
Efter flere måneders forhandlinger underskrev Johan og udsendingene fra Det Latinske Kejserrige en traktat i Perugia, som blev bekræftet af pave Gregor den 9. april 1229. Johan blev valgt til kejser for Det Latinske Kejserrige til sine dages ende som overordnet medregent sammen med Balduin 2., der ville blive gift med Johans datter Marie. Traktaten foreskrev også, at selvom Balduin ville herske over de latinske lande i Lilleasien, når han blev 20 år, ville han først blive enekejser efter Johans død. Johan betingede sig også, at hans sønner skulle arve Epeiros og Makedonien, dog tilhørte de to regioner stadig kejseren af Thessalonika, Theodoros Dukas.
Efter at have underskrevet traktaten vendte Johan tilbage til Sulmona. Ifølge den samtidige Matthew Paris tillod han sine soldater at plyndre nærliggende klostre for at skaffe penge. Johan ophævede belejringen af Sulmona i begyndelsen af 1229 for at slutte sig til kardinal Pelagius, der havde påbegyndt et felttog mod Capua. Frederik 2., som havde kronet sig selv til konge af Jerusalem i Gravkirken, vendte tilbage til Italien og tvang de pavens tropper til at trække sig tilbage.
Johan drog til Frankrig for at rekruttere krigere til at ledsage ham til Konstantinopel. Pave Gregor erklærede ikke Johans felttog til Det Latinske Kejserrige som et korstog, men lovede at tildele pavelige privilegier til de korsfarere, der sluttede sig til ham. Under sit ophold i Frankrig optrådte Johan igen som mellemmand mellem lokale fyrster og underskrev en fredsaftale mellem Ludvig 9. i Frankrig og Hugo 10. af Lusignan. Han vendte tilbage til Italien i slutningen af 1230. Johans udsendinge underskrev en traktat med Jacopo Tiepolo, dogen af Venedig, der blev indvilligede i at transportere ham og hans følge på 500 riddere og 5.000 almindelige borgere til Konstantinopel til gengæld for Johans bekræftelse af venetianske ejendomme og privilegier i Det Latinske Kejserrige. Kort efter at Johan var rejste til Konstantinopel i august, anerkendte pave Gregor Frederik 2.'s krav til Kongeriget Jerusalem.

### Som hersker
Johan blev kronet til kejser i Hagia Sophia i efteråret 1231.  På det tidspunkt var hans område begrænset til Konstantinopel og dens nærliggende områder. Venetianerne opfordrede ham til at føre krig mod Johan 3. Vatatzes, kejser af Nikæa, der støttede et oprør mod deres styre på Kreta.  Ifølge Philippe Mouskes' Rimkrønike kunne Johan skabe "hverken krig eller fred", og fordi han ikke invaderede Kejserriget Nikæa, vendte de fleste franske riddere, der var fulgt med ham til Konstantinopel, hjem efter hans kroning. For at styrke Det Latinske Kejserriges økonomiske situation gav Godfred 2. af Achaia, der var Johans mest magtfulde vasal, ham et årligt tilskud på 30.000 hyperpyron efter hans kroning.
Johan udnyttede Johan 3. Vatatzes' invasion af Rhodos og indledte et militært felttog over Bosporus mod Kejserriget Nikæa i 1233. Hans felttog på tre til fire måneder "opnåede ganske lidt eller intet". Latinerne erobrede kun Pegai (i dag Biga i Tyrkiet). Med Johans accept ønskede to franciskanske og to dominikanske brødre at mægle en våbenhvile mellem Det Latinske Kejserrige og Nikæa i 1234, men den blev aldrig underskrevet. I et brev, der beskriver deres forhandlinger, beskrev brødrene Johan som en "tigger", forladt af sine lejesoldater.
Johan 3. Vatatzes og Ivan Asen 2. indgik en traktat, der delte Det Latinske Kejserrige i begyndelsen af 1235. Vatatzes indtog snart imperiets sidste forposter i Lilleasien og Gallipoli, og Asen besatte de latinske territorier i Thrakien. Konstantinopel blev belejret i et forsøg på at tvinge forsvarerne til at samles et sted, hvilket muliggjorde en invasion et andet sted. Selvom belejrerne overgik af forsvarerne i antal, lykkedes det Johan at afvise alle angreb på byens mure. Mouskes sammenlignede ham med Hektor, Roland, Holger Danske og Judas Makkaabæeren i sin Rimkrønike og fremhævede hans mod.
En venetiansk flåde tvang Vatatzes' flådestyrker til at trække sig tilbage, men efter at venetianerne var rejst hjem, belejrede grækerne og bulgarerne Konstantinopel igen i november 1235. Johan sendte breve til europæiske monarker og paven og bad om hjælp. Da Det Latinske Kejserriges overlevelse var i fare, opfordrede pave Gregor korsfarerne til at forsvare Konstantinopel i stedet for Det hellige land. En kombineret flådestyrke fra Venedig, Genova, Pisa og Godfred 2. af Achaia brød igennem blokaden. Asen forlod snart sin alliance med Vatatzes, som blev tvunget til at ophæve belejringen i 1236.

### Død
Ifølge tre forfattere fra det 13. århundrede (Matthew Paris, Salimbene di Adam og Bernard af Besse) blev Johan en franciskanermunk inden sin død. De er enige om, at Johans skrantende helbred bidrog til hans omvendelse, men Bernard beskrev også et tilbagevendende syn om en gammel mand, der opfordrede kejseren til at slutte sig til franciskanerne. De fleste kilder fra det 13. århundrede antyder, at Johan døde mellem den 19. og 23. marts 1237, som den eneste latinske kejser, der døde i Konstantinopel.
Ifølge Trubaduren fra Reims' fortællinger blev han begravet i Hagia Sophia. Perry skrev, at Johan, der døde som en franciskanermunk, muligvis er blevet begravet i den franciskanske kirke dedikeret til den hellige Frans af Assisi, som blev bygget i Galata under hans regeringstid. I en tredje teori, foreslået af historikeren Giuseppe Gerola, kan en grav dekoreret med Det Latinske Kejserriges våbenskjold i Assisis Basilica di San Francescos underkirke muligvis være blevet bygget til Johan af Walter 6., greve af Brienne.

## Familie
Johans første hustru, Maria af Montferrat, født i 1191, var det eneste barn af Isabella I af Jerusalem og hendes anden mand, Konrad af Montferrat. Maria arvede Jerusalem fra sin mor i 1205. Johan og Marias eneste barn, Isabella (også kendt som Yolanda), blev født i slutningen af 1212.
Stephanie af Armenien blev Johans anden hustru i 1214. Hun var den eneste datter af Leo 2. af Armenien og hans første hustru, Isabella (niece til Sibylla, den tredje hustru af Bohemund 3. af Antiokia). Stephanie fødte en søn i 1220, men hun og hendes søn, Johan, døde samme år.
Johan giftede sig med sin tredje hustru, Berengaria af León, i 1224. Hun blev født omkring 1204 til Alfonso 9. af León og Berengaria af Kastilien. Johan og Berengarias første barn, Maria, blev født i 1224. Deres første søn, Alfons, blev født i slutningen af 1220'erne. Berengarias fætter, Ludvig 9. af Frankrig, gjorde ham til overkammerherre af Frankrig, og han erhvervede Grevskabet Eu i Frankrig i forbindelse med sit ægteskab. Johans anden søn, Ludvig, blev født omkring 1230. Hans yngste søn, Johan, der blev født i begyndelsen af 1230'erne, var overmundskænk af Frankrig.

### Primære kilder
- George Akropolites: The History (oversat med en introduktion og kommentarer af Ruth Mackrides) (2007). Oxford University Press. ISBN 978-0-19-921067-1.

### Sekundære kilder
- Bianchini, Janna (2012). The Queen's Hand: Power and Authority in the Reign of Berenguela of Castile. University of Pennsylvania Press. ISBN 978-0-8122-4433-5.
- Buckley, James Michael (april 1957). "The Problematical Octogenarianism of John of Brienne". Speculum. The University of Chicago Press. 32 (2): 315-322. doi:10.2307/2849122. JSTOR 2849122.
- Lock, Peter (1995). The Franks in the Aegean, 1204–1500. Longman. ISBN 0-582-05140-1.
- Perry, Guy (2013). John of Brienne: King of Jerusalem, Emperor of Constantinople, c. 1175–1237. Cambridge University Press. ISBN 978-1-107-04310-7.
- Runciman, Steven (1989). A History of the Crusades, Volume III: The Kingdom of Acre and the Later Crusades. Cambridge University Press. ISBN 0-521-06163-6.
- Skabelon:A History of the Byzantine State and Society
- Skabelon:Setton-A History of the Crusades

## Eksterne links
- Griffith, John "J-Cat" (6. december 1998). "Jean de Brienne". Find A Grave. Hentet 24. marts 2016. (shows John's alleged tomb in the Lower Basilica in Assisi)
- Cawley, Charles (30. juni 2015). "Medieval Lands: A prosopography of medieval European noble and royal families, Jerusalem, kings, chapter 1E: Kings of Jerusalem 1210–1220 (Comtes de Brienne)". Foundation for Medieval Genealogy. Hentet 24. marts 2016.